# 扁鹊庙 (运城)
扁鹊庙，位于山西省运城市永济市清华乡洗马村北500米，是中华人民共和国第八批全国重点文物保护单位之一。
1996年1月12日，授予山西省文物保护单位，是一座古建筑及历史纪念建筑物，编号3-114。2019年10月7日，永济扁鹊庙公布为第八批全国重点文物保护单位，编号8-0237-3-040。